# Nachyłek barwierski
Nachyłek barwierski (Coreopsis tinctoria Nutt.) – gatunek rośliny jednorocznej z rodziny astrowatych. Rodzimy obszar jego występowania to Ameryka Północna, ale rozprzestrzenił się także w Azji, na Nowej Zelandii. W wielu krajach świata jest uprawiany jako roślina ozdobna.

## Morfologia
PokrójZwarty, wysokość ok. 40 cm.
KwiatyZabrane w kwiatostan typu koszyczek. U gatunku żółte o długich języczkach, w odmianach m.in. dwubrawne z dodatkiem brązów, pomarańczy.

## Zastosowanie i uprawa
Popularna roślina ozdobna, nadająca się na rabaty, a także na kwiat cięty. Przeznaczana na rabaty. Tworzy zwarte kępy. Kwitnie późnym latem. Jest łatwy w uprawie. Najlepiej rośnie w pełnym słońcu, na przepuszczalnej i żyznej glebie. Rozmnaża się z nasion wysiewanych wiosną lub jesienią. Podczas kwitnienia wymaga podparcia.

## Przypisy

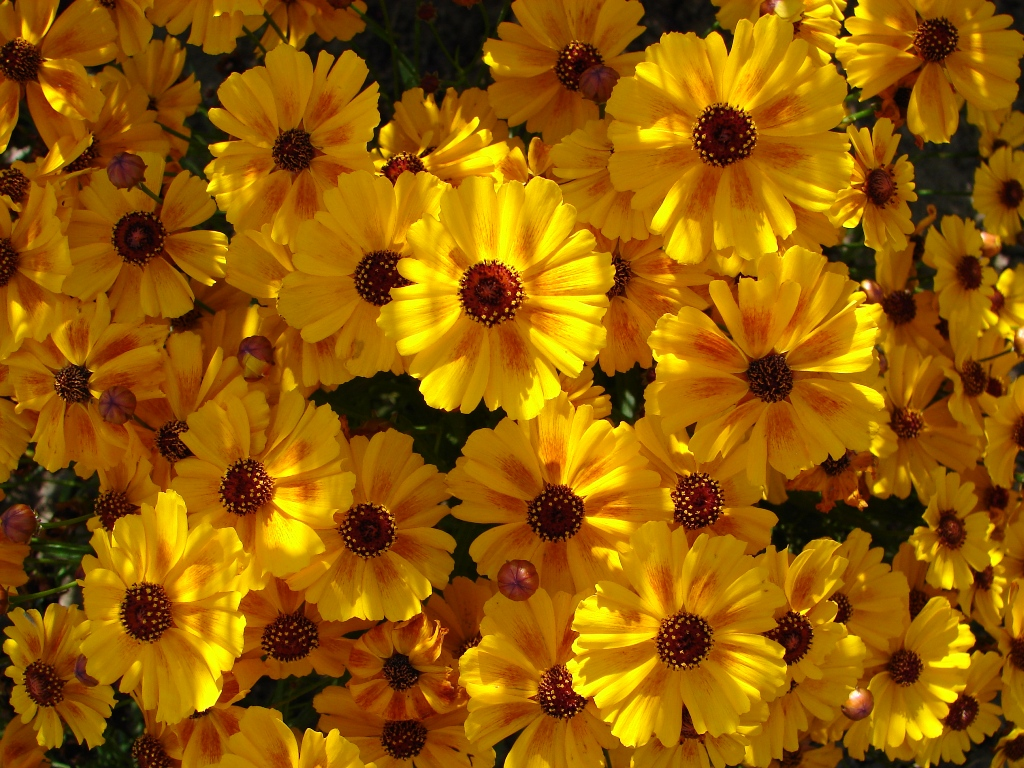
Kępa nachyłka